# Sascha Mölders
Sascha Mölders (Essen, República Federal de Alemania, 20 de marzo de 1985) es un futbolista alemán. Juega de delantero y su equipo es el TSV Landsberg de la Bayernliga.

## Carrera
Después de transitar varios clubes amateurs en la Renania del Norte-Westfalia, incluyendo el Essener Turnerbund Schwarz-Weiß, Mölders fue fichado por el club MSV Duisburgo en 2006. En su primera temporada donde jugaba en el equipo de reserva de Duisburg, marcó 24 goles, siendo el máximo goleador de la liga Oberliga Nordrhein. Esto le valió un lugar en el equipo del primer equipo para la temporada siguiente, debutando en la Bundesliga sustituyendo a Pablo Cáceres en la derrota 2 a 1 contra el Hannover 96. Jugó diez partidos más durante la temporada 2007-08 pero finalmente Duisburg terminó último en la tabla de posiciones y descendió.
En julio de 2008, Mölders fichó por Rot-Weiß Essen que formaba parte de la Regionalliga Oeste. Marcó 28 goles en su primera temporada, más que cualquier futbolista de esa temporada durante ese año. El 28 de enero de 2010,  firmó con el club FSV Fráncfort que jugaba en la segunda división de la Bundesliga. Marcó tres goles durante la segunda mitad de la temporada de 2009–10, y quince goles la temporada siguiente, lo cual hizo que pudiera fichar por el club FC Augsburgo, recientemente ascendido a la primera división de la Bundesliga. Marcó dos goles en su debut con el Augsburgo, anotando los dos primeros goles de la Bundesliga y consiguiendo un empate 2-2 con el SC Freiburg. Marcó cinco goles en 29 apariciones en su primera temporada con Augsburg antes de sufrir una lesión que lo descartó hasta noviembre de 2012. Anotó en cada uno de sus tres primeros partidos después de volver a la acción y terminó la temporada como mejor goleador de Augsburgo con diez goles. Fue menos prolífico en la temporada 2013-14, pero en abril de 2014 anotó el único gol en una victoria por 1-0 sobre el Bayern de Múnich, terminando la racha invicta del Bayern de 53 partidos en la Bundesliga.